# Desaparecimento de Tara Calico
Tara Leigh Calico (nascida em 28 de fevereiro de 1969) é uma mulher americana que desapareceu perto de sua casa em Belen, Novo México, em 20 de setembro de 1988. É amplamente acreditado que ela tenha sido sequestrada. Em julho de 1989, uma foto Polaroid de uma jovem e um menino desconhecidos, amordaçados e aparentemente amarrados, foi televisionada para o público depois de ser encontrada em um estacionamento de loja de conveniência em Port St. Joe, Flórida. Amigos da família acharam que a mulher se parecia com Calico e entraram em contato com sua mãe, que então se encontrou com investigadores e examinou a Polaroid. Ela acreditou que era sua filha depois de levar "tempo, crescimento e falta de maquiagem" em consideração, e notou que uma cicatriz na perna da mulher era idêntica à de Calico. A Scotland Yard analisou a foto e concluiu que a mulher era Calico, mas uma segunda análise pelo Los Alamos National Laboratory discordou. Uma análise do FBI da foto foi inconclusiva.
O caso de Calico recebeu ampla cobertura em programas de televisão como A Current Affair, Unsolved Mysteries e America's Most Wanted. Também foi profilado no The Oprah Winfrey Show e 48 Hours.

## Desaparecimento
Na terça-feira, 20 de setembro de 1988, Calico saiu de sua casa por volta das 9:30 da manhã para fazer sua passeio diário de bicicleta pela New México State Road 47. Ela pedalava por essa rota quase todas as manhãs e às vezes era acompanhada por sua mãe, Patty Doel. No entanto, Doel parou de pedalar com Calico depois que ela sentiu que estava sendo perseguida por um motorista. Ela aconselhou sua filha a pensar em levar gás pimenta, mas Calico rejeitou a ideia. Na manhã do desaparecimento de Calico, ela havia dito a Doel para ir buscá-la se ela não estivesse em casa até meio-dia, pois tinha planos de jogar tênis com seu namorado às 12h30. Quando sua filha não voltou, Doel foi procurá-la pelo caminho de bicicleta habitual de Calico, mas não conseguiu encontrá-la; ela então entrou em contato com a polícia. Peças do Walkman Sony de Calico e uma fita cassete foram encontradas posteriormente ao longo da estrada. Doel acreditava que poderia ter deixado cair as coisas na tentativa de marcar seu caminho. Várias pessoas viram Calico pedalando sua bicicleta, que nunca foi encontrada. Ninguém testemunhou o suposto sequestro dela, embora vários testemunhas observaram um caminhão de cor clara (possivelmente um Ford 1953) com uma caçamba seguindo-a de perto.

## Fotografias

### Furgão Toyota
Em 15 de junho de 1989, uma foto Polaroid de uma jovem e um menino desconhecidos, ambos amordaçados com fita adesiva preta e aparentemente amarrados, foi descoberta no estacionamento de uma loja de conveniência em Port St. Joe, Flórida. A mulher que encontrou a foto disse que estava em um espaço de estacionamento onde um furgão Toyota branco sem janelas havia sido estacionado quando chegou à loja. Disse que o furgão era dirigido por um homem com bigode que parecia ter cerca de 30 anos. A polícia estabeleceu barreiras rodoviárias para interceptar o veículo, mas o homem nunca foi identificado. De acordo com funcionários da Polaroid, a foto tinha que ter sido tirada depois de maio de 1989, pois o filme específico usado na fotografia só estava disponível a partir daquele momento.
A foto foi transmitida em A Current Affair em julho, e Doel foi contatada por amigos que haviam visto o programa e acharam que a mulher se parecia com Calico. Parentes de Michael Henley, também do Novo México, que havia desaparecido em abril de 1988, viram o episódio e disseram que acreditavam que era o menino na foto. Doel e os pais de Henley ambos se encontraram com investigadores e examinaram a Polaroid. Doel disse que estava "convencida" de que era Calico. Também notou que uma cicatriz na perna da mulher era idêntica à de Calico, recebida em um acidente de carro. Além disso, um exemplar de bolso de V.C. Andrews' My Sweet Audrina, que supostamente era um dos livros favoritos de Calico, pode ser visto ao lado da mulher. A Scotland Yard analisou a foto e concluiu que a mulher era Calico, mas uma segunda análise pelo Los Alamos National Laboratory discordou. Uma análise do FBI da foto foi inconclusiva.
A mãe de Henley disse que estava "quase certa" de que era Michael na Polaroid. A identificação do menino na fotografia como Henley é considerada altamente improvável: suas restos foram descobertos em junho de 1990 nas montanhas Zuni, cerca de 7 milhas (11 km) de onde sua família acampou e 75 milhas (121 km) de onde Calico desapareceu. A polícia acredita que Henley se perdeu e subsequentemente morreu de exposição.

### Outras fotos
Em 2009, vinte anos depois que a foto Polaroid foi encontrada e compartilhada pela mídia, fotos de um menino foram enviadas para o chefe de polícia de Port St. Joe, David Barnes. Recebeu duas cartas, com carimbo de 10 de junho e 10 de agosto de 2009, de Albuquerque, Novo México. Uma carta continha uma foto, impressa em papel de cópia, de um menino com cabelo castanho claro. Alguém havia desenhado uma faixa preta com caneta na foto, sobre a boca do menino, como se estivesse coberta com fita como na imagem de 1989. A segunda carta continha uma imagem original do menino. Em 12 de agosto, o jornal The Star em Port St. Joe recebeu uma terceira carta, também com carimbo em Albuquerque em 10 de agosto e mostrando a mesma imagem, de um menino com marcador preto desenhado sobre sua boca. O menino não foi confirmado como sendo o mesmo da foto anterior. Nenhuma das cartas continha um endereço de retorno ou uma nota indicando a identidade da criança, fazendo com que os funcionários acreditassem que pode ter algo a ver com o desaparecimento de Tara Calico. As cartas foram enviadas no mesmo momento em que uma suposta psíquica ligou sobre Calico, dizendo que havia conhecido uma adolescente fugitiva na Califórnia com quem trabalhava em um clube de strip; essa menina acabou sendo assassinada. A chamadadora disse que teve sonhos sugerindo que a adolescente fugitiva poderia ter sido Calico e que pode estar enterrada na Califórnia. As buscas não levaram a nenhuma descoberta. As fotos foram entregues para o FBI para investigação adicional, na esperança de encontrar digitais ou possíveis evidências de DNA.
Duas outras fotos Polaroid, possivelmente de Calico, surgiram ao longo dos anos. A primeira foi encontrada perto de um canteiro de obras em Montecito, Califórnia, e é uma foto borrada do rosto de uma menina com fita cobrindo sua boca e tecido listrado azul claro atrás dela, "semelhante ao da almofada no furgão Toyota". Foi tirada em filme que só estava disponível a partir de junho de 1989. A segunda mostra "uma mulher amarrada com atadura, seus olhos cobertos com mais atadura e óculos grandes com armação preta", com um passageiro masculino ao seu lado em um trem da Amtrak. O filme usado não estava disponível até fevereiro de 1990. A mãe de Calico acreditava que a primeira era Tara, mas pensava que a segunda poderia ter sido uma brincadeira. Sua irmã afirmou: "Tinham uma semelhança impressionante e desconcertante. Quanto a mim, não vou descartá-los. Mas tenha em mente que nossa família precisou identificar muitas outras fotografias e todas, exceto essas três, foram descartadas."

## Desenvolvimentos posteriores
Em 1998, a Calico foi declarada oficialmente morta. Um juiz considerou sua morte um homicídio.
Em 2008, Rene Rivera, xerife do Condado de Valencia, relatou ter recebido informações de que dois adolescentes haviam acidentalmente atingido a Calico com um caminhão, entraram em pânico e, posteriormente, a mataram. De acordo com Rivera, os meninos, que conheciam a Calico, se aproximaram dela por trás em um caminhão e um tipo de acidente se seguiu. Calico morreu mais tarde e aqueles responsáveis cobriram o crime. Rivera afirmou saber os nomes das pessoas envolvidas, mas que, sem um corpo, ele não poderia construir um caso. Não liberou as evidências que o levaram a essa conclusão. O padrasto da Calico, John Doel, disse que o xerife não deveria ter feito esses comentários se não estivesse disposto a prender alguém e que fortes evidências circunstanciais deveriam ser suficientes para uma condenação.
Em outubro de 2013, uma equipe de seis pessoas foi estabelecida para reinvestigar a desaparição da Calico. Até 2017, nenhuma prisão foi feita e o caso permanece aberto.
Em 1 de outubro de 2019, o FBI anunciou que estão "oferecendo uma recompensa de até $ 20.000 por detalhes precisos que levem à identificação ou localização de Tara Leigh Calico e informações que levem à prisão e condenação das pessoas responsáveis por sua desaparição."
Em setembro de 2021, a Polícia do Condado de Valencia e a Polícia do Estado do Novo México emitiram uma declaração de que eles possuem uma nova pista no caso, e que o foco de um mandado selado para uma residência privada desconhecida localizada dentro do Condado de Valencia foi emitido; no entanto, nenhum outro detalhe foi fornecido.